# Ondřej Mihula
Ondřej Mihula (* 1967–1968, Brno), známý pod přezdívkou CID nebo Cidsoft, je programátor. Společně se svým starším bratrem Petrem Mihulou tvořili programátorskou skupinu MS-CID.

## Život
Studoval Fakultu elektrotechnickou VUT v Brně.

## Činnost programátora

### Začátky
Jeho programátorská přezdívka vznikla v době, kdy si na arkádových automatech oblíbil hru Asteroids, u které se bylo možné zapsat do high-scores pouze třemi písmeny. V té době ve škole probírali francouzskou literaturu, ve které se hlavní hrdina jmenoval Cid, tak se tímto jménem do high score zapisoval.
První ZX Spectrum (s gumovou klávesnicí) si pořídili s bratrem napůl na podzim 1985. Protože toto ZX Spectrum si vzal jeho bratr na vojnu, Ondřej Mihula si v zimě 1987 pořídil druhé ZX Spectrum.
Prvním programem, který vytvořil, je hra To je on!. Hru nabídl k prodeji britské firmě Firebirds, ale ta mu ji nevydala. Z her které pro ZX Spectrum vytvořil je pravděpodobně nezjnámější hra Rychlé šípy. Bavilo ho hledání pouků a tajných kódů, které programátoři nechali ve hrách.

### Cybex
Společně s Miroslavem Fídlerem a Petrem Odehnalem založil společnost Cybex s. r. o. V rámci společnosti se podílel z obchodního hlediska na projektu textového editoru MAT pro počítače PC a Atari ST.
I při práci ve společnosti Cybex pomáhal svému bratrovi Petrovi, který v té době na počítačích stále působil pod jejich původní společnou značkou MS-CID a tvořil výukové jazykové programy.
Svoje ZX Spectrum 128 +2A zapínal pouze kvůli dodržení závazků z doby své obchodní činnosti pro ZX Spectrum. Jinak už ho nepoužíval, pouze vyjádřil naději, že si na něm jednou budou jeho děti hrát Knight Lore.

## Vytvořené programy

### Systémové programy
- Edit Sampler
- Gramon
- Utility pro DTP Machine
  - Shader
  - Sort
  - Frames
- Skomprel - Screen KOMpressor RELokativní[2]

### Hry
- Rumcajs & počty[2][pozn. 3]
- To je on!
- Rychlé šípy: Záhada hlavolamu
- Aknadach